# عبدالعزیز محمد
عبدالعزیز محمد (انگلیسی: Abdulaziz Mohamed؛ زادهٔ ۱۲ دسامبر ۱۹۶۵) بازیکن سابق فوتبال اهل امارات متحده عربی است. 
وی عضو تیم ملی فوتبال امارات متحده عربی در جام جهانی فوتبال ۱۹۹۰ بوده است.